# Evolution (Dr.-Lonnie-Smith-Album)
Evolution ist ein Jazzalbum von Dr. Lonnie Smith. Die 2015 im Systems Two Studio, Brooklyn entstandenen Aufnahmen erschienen am 29. Januar 2016 auf Blue Note Records. Es war das erste Album des Organisten für das Label Blue Note seit 45 Jahren.

## Hintergrund
1971 hatte Lonnie Smith nach seiner LP Drives das Label Blue Note Records verlassen und nahm in den 1970er-Jahren sporadisch Alben für die Produzenten Creed Taylor und Sonny Lester auf. Nach einem selbstbetitelten Album, das 1979 auf dem französischen Label America Records erschienen war, begann er für eine Weile aus dem Rampenlicht zu verschwinden, als sich die klanglichen Vorlieben der populären Musik änderten und Hammondorgel-Musik an Popularität verlor, notierte Greg Bryant in seinem Nachruf. Smith hatte 2012 und 2013 zwei feurige Alben The Healer und In the Beginning, Volumes 1 & 2 auf seinem eigenen Label Pilgrimage veröffentlicht, bevor er schließlich 2016 zu Blue Note zurückkehrte. Im nächsten Jahr wurde Smith zum NEA Jazz Master ernannt und machte bemerkenswerte, genreübergreifende Kollaborationen mit Norah Jones und The Roots. Die beiden letzten Alben des Organisten (der im September 2021 starb), All in My Mind und Breathe, wurden 2018 bzw. 2021 veröffentlicht.
Wo Smith bei seinen vorherigen Alben im Trio-Format arbeitete, umgibt was Smith bei Evolution mit verschiedenen Kleingruppenkonfigurationen mit einer Schar Post-Bop-, Funk- und Soul-Musiker, darunter die Schlagzeuger Johnathan Blake und Joe Dyson, der Gitarrist Jonathan Kreisberg, die Trompeter Keyon Harrold und Maurice Brown aufnahm. Hinzu kamen als Gastmusiker Robert Glasper, John Ellis und Joe Lovano, der 1975 sein Debüt auf Lonnie Smiths Album Afrodesia gegeben hatte. Mit ihnen nahm Dr. Lonnie Smith neben fünf eigenen Kompositionen bei beiden Standards „Straight No Chaser“ und „My Favorite Things“ auf. Das Album beginnt mit „Play It Back“, einer funkigen Nummer aus Smiths Album Live at Club Mozambique (Blue Note), das 1970 aufgenommen und 1995 bei Blue Note veröffentlicht wurde.

## Titelliste
- Dr. Lonnie Smith – Evolution (Blue Note B002427502)[2]

1. Play It Back (Featuring Robert Glasper) 14:04
2. Afrodesia (Featuring Joe Lovano) 8:20
3. For Heaven’s Sake (Featuring Joe Lovano) 5:51
4. Straight No Chaser (Thelonious Monk) 6:43
5. Talk About This 7:19
6. My Favorite Things (Oscar Hammerstein II, Richard Rodgers) 11:09
7. African Suite 9:52

Wenn nicht anders vermerkt, stammen die Kompositionen von Lonnie Smith.

## Rezeption
Matt Collar verlieh dem Album in Allmusic vier Sterne und schrieb, von Don Was produziert, sei Evolution eines der robustesten Alben seiner Karriere. Auch wenn Smith der Star bei Evolution sei, funktioniere der ausgeweitete Gruppensound gut mit seinem expansiven Ansatz für Funk-Jazz; die Stücke mit Harrold und Brown würden an den energischen Hip-Hop-inspirierten Jazz der Roots erinnern. Letztendlich sei es Smiths saftiger, nuancierter Hammond B-3 Sound, der durch über 50 Jahre Erfahrung vertieft wurde, was Evolution zu einem solchen Höhepunkt seiner Karriere mache.
Nach Ansicht von Dan Bilawsky, der das Album in All About Jazz rezensierte, sei das Album eine Wucht; „alles, was wir von ihm erwarten, auch das Unerwartete, ist hier. Das Album ist bevölkert mit schlüpfrigen Riffs, schmierigen Grooves, gefühlvollen Sermonen, Zeitwechseln, stimmungsvollen Statements, knallharten Soli und druckvollen Einwürfen, die alle dazu beitragen, rückblickenden Songs, Standards und neue Stücke gleichermaßen zu beleben.“
In seiner Doppelrezension von Think! und Evolution schrieb Marc Davis in All About Jazz, Evolution beginne dort, wo Think! aufgehört hatte, mit einem langen Funk-Jazz-Jam namens „Play It Back“ mit Robert Glasper am Piano, ein paar heißen Bläsereinlagen „und dem guten Doktor, der beeindruckende Grooves hinlegt.“ Zu den Höhepunkten zählt der Autor eine inspirierte Interpretation von Thelonious Monks Klassiker „Straight No Chaser“, mit einem einfachen Orgel-Gitarren-Schlagzeug-Trio, das alles andere als einfach spiele. Das gleiche Trio greife „My Favourite Things“ auf, aber dies sei „nicht Richard Rodgers ihres Großvaters oder sogar John Coltranes (1960)“. Es sei etwas ganz anderes und faszinierendes. Aber es sei die letzte Melodie, „African Suite“, das sich von allem anderen auf dem Album oder jedem anderen Album völlig unterscheide. Es sei ein Stück afrikanischer Percussion, Elefantentrompeten und süßem Flötenspiel. Die einzige negative Aspekt des Albums sei Track 3 („For Heaven’s Sake“), ein sanfter Jazz-Song, der besser ungehört bleiben sollte.

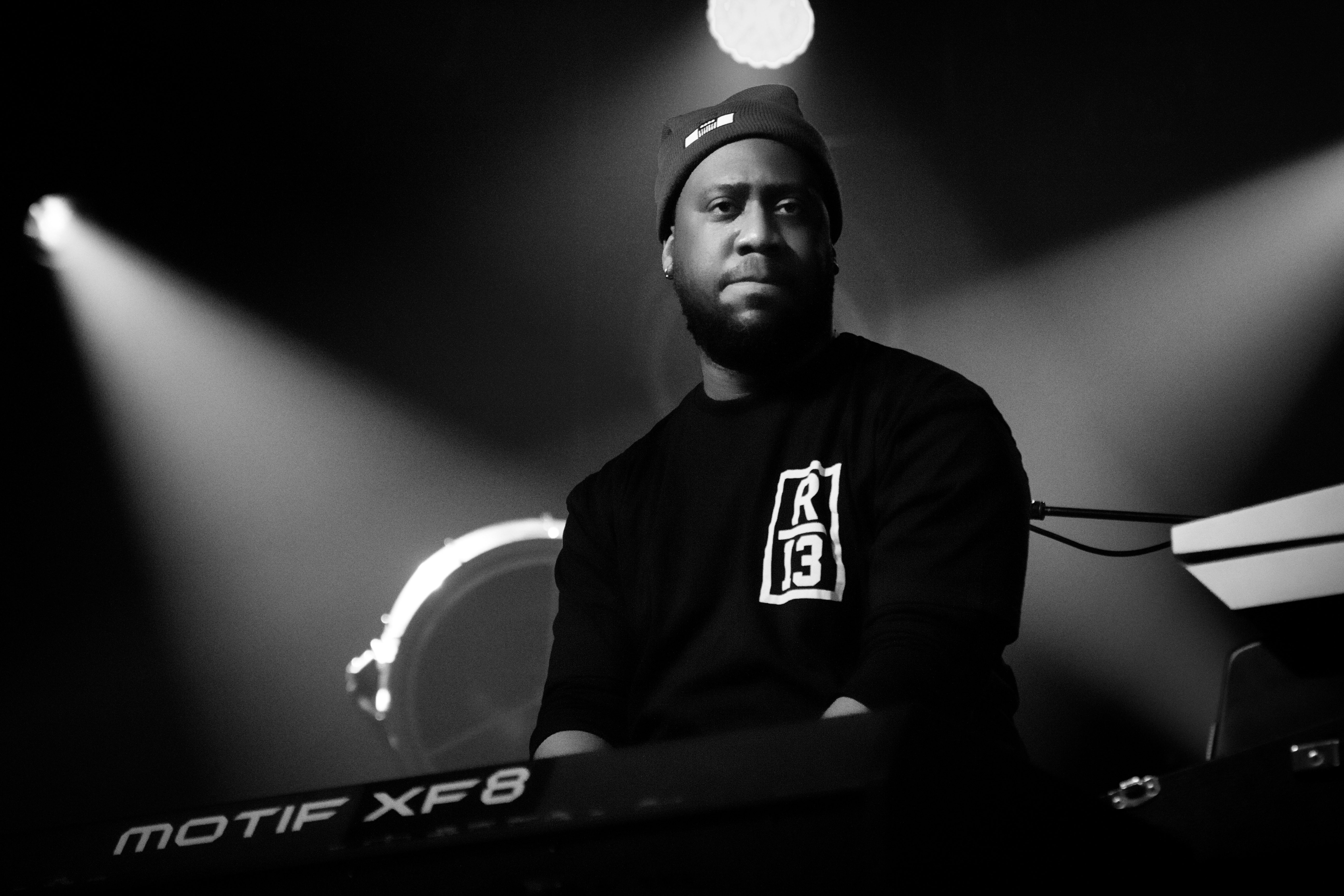
Robert Glasper bei einem Auftritt bei den Leverkusener Jazztagen 2016

Steve Greenlee lobte in JazzTimes, 45 Jahre nach seiner vorherigen Session für Blue Note habe Smith nicht nur sein vielleicht großartigtes Album herausgebracht, sondern auch einen der besten Beiträge zum Jazz-Orgel-Kanon. Evolution sei eine Tour de Force, bestehend aus sieben meist langen Tracks in entschieden unterschiedlichen Stilen. Dies sei ein Album, das die vielen Seiten des orgelbasierten Jazz zeige.
Nach Ansicht von John Fordham, der das Album im Guardian rezensierte, klinge das eröffnende „Play It Back“ zwar generisch jazz-funky, aber Robert Glaspers geschicktes Piano-Solo gegen das Zeit-dehnende Spiel zweier Schlagzeuger und Smiths hinterhältige Wege lassen es alt und neu zugleich erscheinen. Joe Lovano am Sopransaxophon würde ein Wayne Shorter/Miles-Davis-Feeling in das gespenstische „For Heaven’s Sake“ mit Trompeter Maurice Brown einbringen; Monks „Straight No Chaser“ werde neckisch von abstrakten Grübeleien vor dem berühmten Thema und einem „vulkanischen Orgelausbruch“ überfallen; und „African Suite“ erinnere an das Zawinul Syndicate des verstorbenen Joe Zawinul, auch wenn dieser niemals eine Posaune einen trompetenden Elefanten hätte nachahmen lassen. Aber es sei dennoch ein unterhaltsames Album, und auch passend benannt.
John Paul schrieb in Pop Matters, Evolution biete zwar nicht unbedingt große, mangels eines besseren Wortes, evolutionäre Schritte, aber das Album diene als direkte Linie von der Musik der 1960er-Jahre bis in die Moderne, da sie die anhaltende Vitalität der Form zeige und gleichzeitig zu einer von Dr. Lonnie Smiths besten Gesamtleistungen werde. Dies sei keine Musik, die kuratiert oder in einem Museumsregal aufbewahrt werden soll; vielmehr zeige sie sich hier als wenig mehr als anspruchsvolle Tanzmusik. Unterm Strich seien diese Tracks funky und der Vergangenheit ebenso verpflichtet wie dem „Hier und Jetzt“.